# Hope Sandoval

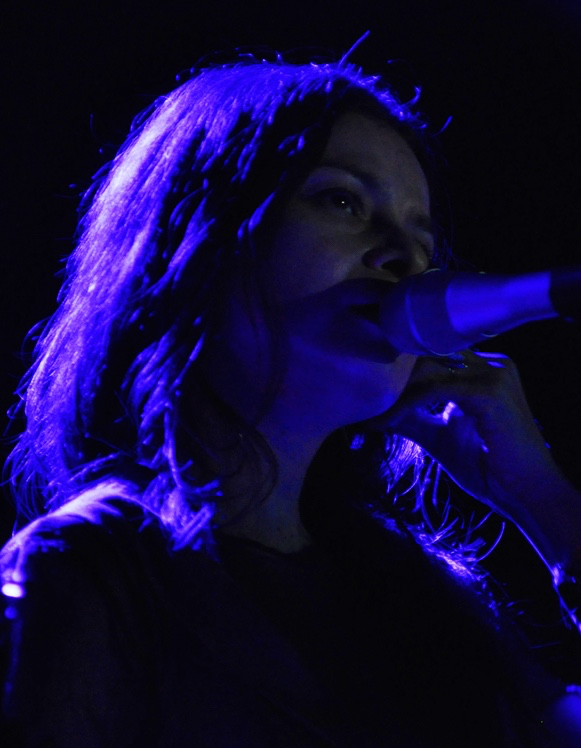
Hope Sandoval 2010

Hope Sandoval (* 24. Juni 1966 in Los Angeles, Kalifornien) ist eine US-amerikanische Sängerin und Songschreiberin, die vor allem durch ihre Tätigkeit in der Band Mazzy Star bekannt wurde.

## Werdegang
Hope Sandoval stammt aus einer Familie mexikanischer Abstammung. Sie verbrachte ihre Kindheit und Jugend in Los Angeles. Mit ihrer Freundin Sylvia Gomez gründete sie 1986 das Folk-Music-Duo Going Home und zusammen produzierten sie ein Demo-Tape. Dieses gelangte in die Hände von Kendra Smith (bekannt durch Dream Syndicate) und David Roback von Opal. Roback produzierte mit ihnen ein Album, welches allerdings nie veröffentlicht wurde. Stattdessen sang Sandoval nun auch für Opal und begann, zusammen mit Roback, auch Songs zu schreiben. Mit der nach dem Ausstieg von Kendra Smith nun Mazzy Star genannten Band gelang ihnen im Jahre 1992 ein Hit mit dem Song Fade into you, dessen Musikvideo auch auf MTV zu sehen war. Die Band veröffentlichte nach langer Pause im Jahr 2013 ihr viertes Album Seasons of Your Day.
In den folgenden Jahren gab es von der als schüchtern geltenden Sängerin mehrere kleinere Beiträge zu Werken anderer Künstler, u. a. für Air, The Chemical Brothers, Death in Vegas, Richard X, The Jesus and Mary Chain, Bert Jansch und Le Volume Courbe. Zusammen mit Colm O’Ciosoig, dem Schlagzeuger von My Bloody Valentine, gründete sie die Band Hope Sandoval & The Warm Inventions, die 2001 ihre erste CD veröffentlichte. Auf dem 2010 erschienenen Album Heligoland von Massive Attack singt sie den Song Paradise Circus, der auch das Intro der BBC-Serie Luther darstellt. Das Soloalbum Until the Hunter erschien am 4. November 2016.

## Diskografie
Mit Mazzy Star
- 1990: She Hangs Brightly
- 1993: So Tonight That I Might See
- 1996: Among My Swan
- 2013: Seasons of Your Day

Mit Hope Sandoval & the Warm Inventions
- 2000: At the Doorway Again, EP
- 2001: Bavarian Fruit Bread
- 2002: Suzanne, EP
- 2009: Through the Devil Softly
- 2016: Until the Hunter
- 2017: Son of a Lady, EP

Gastbeiträge
- 2010: Paradise Circus (mit Massive Attack, UK: Silber)[2]